# Myadoropsis wairua
Myadoropsis wairua is een tweekleppigensoort uit de familie van de Myochamidae. De wetenschappelijke naam van de soort is voor het eerst geldig gepubliceerd in 2002 door B.A. Marshall.